# Liste der Naturdenkmale in Edesheim
Die Liste der Naturdenkmale in Edesheim nennt die im Gemeindegebiet von Edesheim ausgewiesenen Naturdenkmale (Stand 23. Mai 2024).

## Ehemalige Naturdenkmale
| Nr. | Bezeichnung              | Lage                                             | Beschreibung                                | Bild                                    |
| --- | ------------------------ | ------------------------------------------------ | ------------------------------------------- | --------------------------------------- |
|     | Naturquelle Erlenbrunnen | westlich des Ortes; Flur Unter der Erlmühle Lage | Schwefelquelle; Rechtsverordnung aufgehoben | Direkt Bild zu diesem Denkmal hochladen |